# Force entropique
En physique, une force entropique est une force dont la cause n'est pas une interaction fondamentale, mais un phénomène de nature thermodynamique.
Un exemple simple de force entropique est la force qui résulte de l'étirement d'un élastique, comme l'explique ainsi le physicien Erik Verlinde :
« Peut-être que l'exemple le plus connu est celui d'un polymère. Une seule molécule polymère peut être modélisée en joignant de nombreux monomères de longueur fixe, où chaque monomère peut librement tourner autour de points d'attache et s'orienter dans n'importe quelle direction. Chacune de ces configurations a la même énergie. Quand la molécule polymère est immergée dans un réservoir thermique, elle tend à se mettre dans un état enroulé de manière aléatoire car ces configurations sont favorisées d'un point de vue entropique. Il y a bien plus de configurations quand le système est court que lorsque le système est étiré. La tendance statistique à retourner vers un état d'entropie maximale se traduit alors en une force macroscopique, en l'occurrence la force élastique. »

## Pages connexes
- Entropie (thermodynamique)
- Gravité entropique
- Erik Verlinde